# Platja de la Ribera del Molín
La platja de la Ribera del Molín està al  concejo de Cudillero, en l'occident del Principat d'Astúries (Espanya) i pertany al poble de Castañera. Està situada en la Costa Occidental d'Astúries i presenta protecció per ser Paisatge protegit, ZEPA i LIC.

## Descripció
Té forma de petxina. El seu jaç està format per escasses sorres de gra gruixut i color fosc.
Per localitzar la platja cal fer-ho prèviament amb els pobles de Castañeras i Santa Marina. L'accés és el mateix que per a les platges de Calabón i El Castro però en comptes de quedar-se en aquestes, cal avançar uns cent metres més fins a una costa molt escarpada plena de vegetació. En aquesta platja desemboca el «rierol del Cándano». La platja no té cap servei i l'única activitat possible és la pesca submarina. Es recomana portar calçat fort i robust, sobretot de sola.